# Dagny Knutson
Dagny Knutson (ur. 18 stycznia 1992 w Fayetteville) – amerykańska pływaczka, mistrzyni i wicemistrzyni świata.
Specjalizuje się w pływaniu stylem dowolnym. Największym sportowym osiągnięciem zawodniczki jest złoty medal mistrzostw świata w Szanghaju w 2011 roku w sztafecie 4x200 m.